# مارغريتا دروبيازكو
مارغريتا ألكساندروفنا دروبياسكو (الروسية: Маргарита Александровна Дробязко ؛ من مواليد 21 ديسمبر 1971) راقصة على جليد ليتوانية متقاعدة. بدأت المنافسة مع ليتوانيا عام 1992 عندما تعاونت مع بوفيلاس فاناغاس ، حائزة على الميدالية البرونزية العالمية لعام 2000 ، والميدالية البرونزية في نهائي الجائزة الكبرى ثلاث مرات ، والميدالية البرونزية الأوروبية مرتين (2000 ، 2006) ، وبطولة سكيت كندا 1999 ، وتنافست في خمس دورات أولمبية شتوية.